# Triangle friqui
El triangle friqui (o triangle friki) de Barcelona és el nom amb el qual es coneix la zona comercial que s'estén en torn de l'Arc de Triomf, el passeig de Sant Joan i la ronda de Sant Pere. L'àrea està formada per més d'una vintena de comerços orientats a la subcultura, especialitzats en còmics, literatura de ciència-ficció, terror, videojocs, jocs de rol i marxandatge, sobretot japonès.
El naixement del triangle s'associa amb l'obertura de Norma Còmics el 1983, establiment al qual s'hi afegirien les llibreries Gigamesh (1985) i Freaks (1999). A partir de la dècada de 2010, l'àrea ja havia adquirit dimensions tan grans, que fins i tot es passà a parlar de Friki Valley (la vall friqui).

## Història

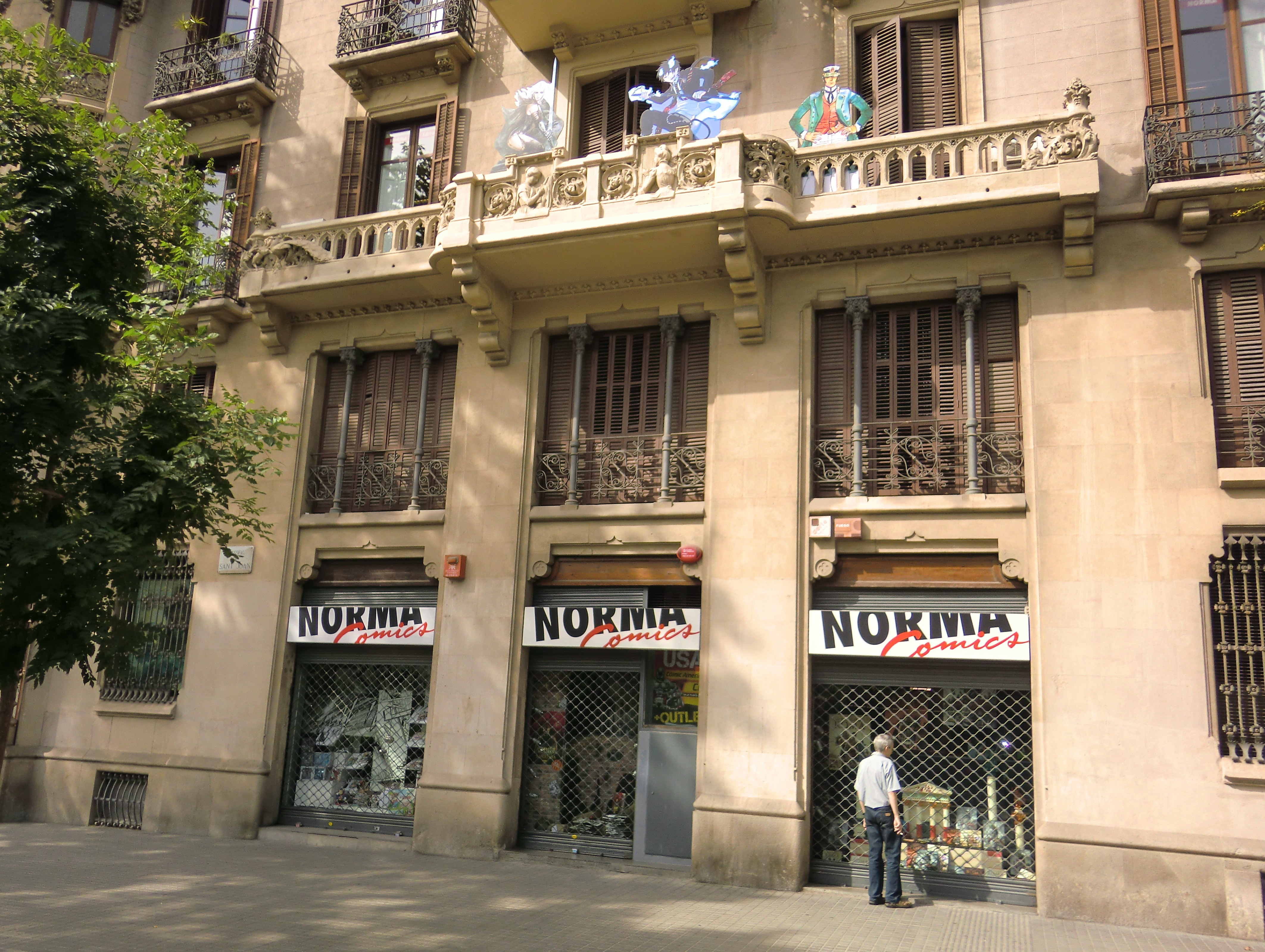
Seu de Norma Còmics, al Passeig de Sant Joan

### Inicis
L'origen del triangle friqui de Barcelona s'atribueix a la inauguració de la llibreria de còmics Norma l'any 1983. La llibreria va obrir les portes al costat de la seu de l'editorial homònima, fundada per Rafa Martínez sis anys abans. Sense ser-ne conscient, amb aquesta obertura Martínez va fixar les coordenades d'un primer vèrtex del que posteriorment esdevindria la zona comercial de l'Eixample coneguda com el triangle friki. La posterior obertura de la llibreria de ciència-ficció Gigamesh, el 1985, va determinar la ubicació del segon vèrtex. Aleshores, la llibreria fundada per Alejo Cuervo estava situada al número 53 de la Ronda de Sant Pere. El triangle va quedar completat amb la inauguració de la llibreria Freaks el 1999, situada al número 10 del carrer d'Ali Bei.

### Consolidació
Al llarg dels anys, a aquests tres històrics comerços se n'hi han anat incorporant d'altres, alguns de vida efímera. El balanç global, no obstant, ha anat resultat positiu, fins al punt que a mitjans de la dècada dels 2010 el nombre de comerços ja havia depassat la vintena.
Amb el triangle friki consolidat, la llibreria Gigamesh va començar fins i tot a publicar un mapa amb tots els establiments dedicats a la subcultura. Entre el 2008 i el 2016, el nombre d'establiments indicats al mapa es va incrementar amb una quinzena.

### Prestigi mundial

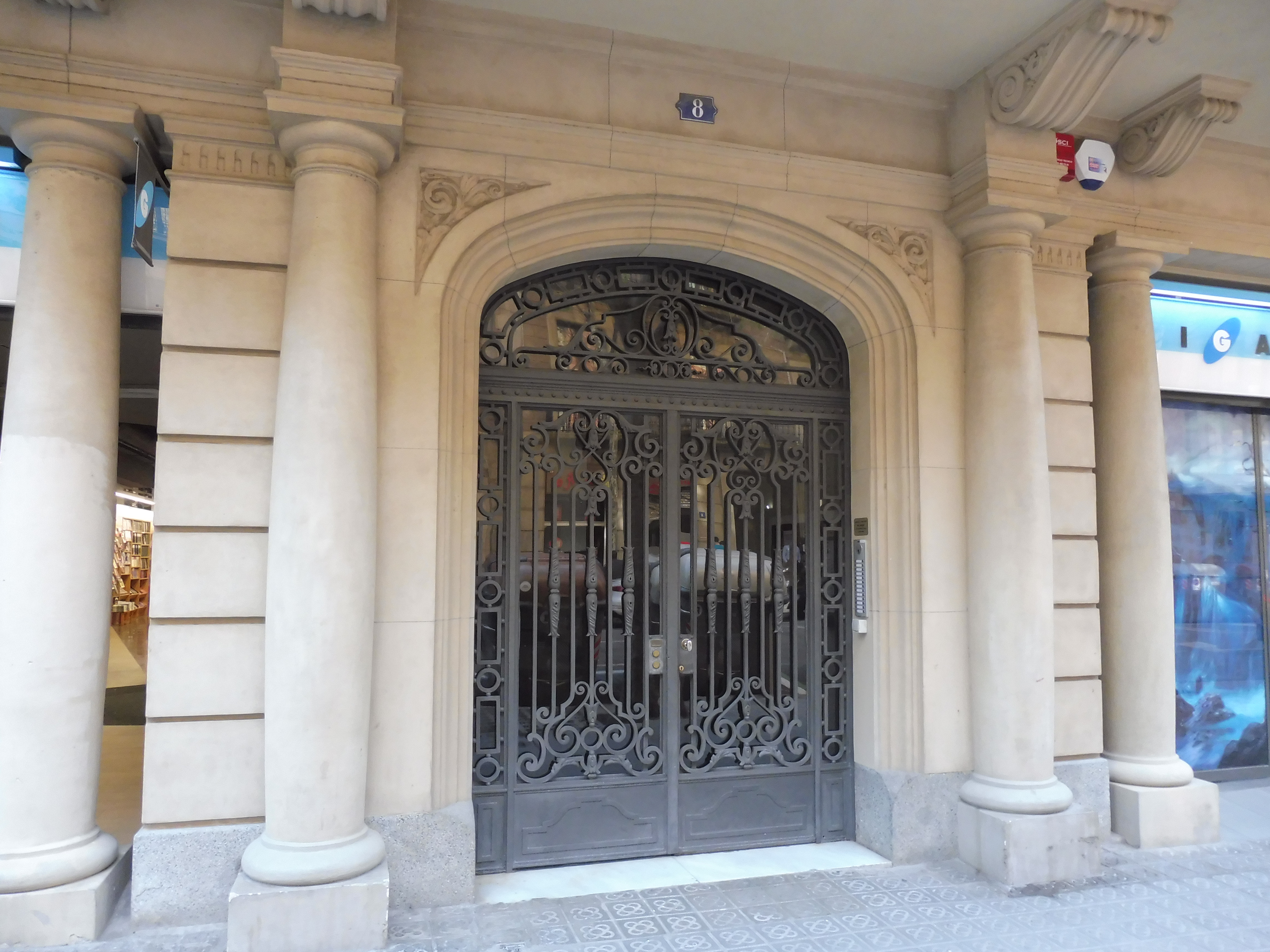
C/ Bailèn 8, nova seu de la llibreria Gigamesh (2017).

El 2014, els diversos establiments que Gigamesh tenia a l'Eixample van tancar per tal de reunificar-se al número 8 del carrer Bailén. El nou local, amb una superfície de 500 m², va esdevenir la llibreria més gran d'Europa en ciència-ficció, i va contribuir a augmentar la reputació i les dimensions del triangle. El mateix any, Barcelona s'imposava com a seu per a celebrar l'Eurocon 2016, una de les convencions més grans sobre literatura de ciència-ficció d'Europa. Aquesta fita fou aconseguida gràcies al pes del triangle friqui, que va acabar fent decantar la balança a favor de Barcelona malgrat que Breslau, la ciutat rival polonesa, tenia molts números a favor de ser escollida pel fet d'haver sigut proclamada Capital Europea de la Cultura per al 2016. Alejo Cuervo, propietari de la llibreria Gigamesh, va tenir un paper decisiu en l'elecció de Barcelona en mostrar que l'àrea del triangle friqui de Barcelona comptava fins i tot amb un mapa de les botigues que el formen, un detall inèdit amb el qual va sorprendre i convèncer el jurat.
La proclamació, l'any 2018, de Norma Còmics com a millor llibreria internacional, amb l'obtenció d'un premi Eisner, va contribuir a incrementar la reputació del triangle friqui.
El triangle friqui ha esdevingut una atracció turística de Barcelona, és promocionat per l'ajuntament i fins i tot apareix en guies de viatge.

## Productes
Els productes que es poden trobar al triangle són còmics, manga, novel·les gràfiques, ninots de vinil d'edicions limitades, revistes especialitzades, il·lustracions originals, cartells de pel·lícules antigues, llibres de ciència-ficció, jocs de rol, jocs de taula, xapes, pins, dvds, clauers, fundes de plàstic per conservar els còmics, diversos productes de marxandatge, sobretot japonesos, o productes clàssics pertanyents a El Senyor dels Anells, La guerra de les galàxies, Star Trek o relacionats amb pel·lícules de Tim Burton.

## Establiments
- Establiments històrics:
  - Norma Còmics (Passeig de Sant Joan, 9).
  - Gigamesh (Carrer de Bailèn, 8).
  - Freaks (Carrer d'Alí Bei, 10).

- Llibreries:
  - Chunichi Comics (Passeig de Sant Joan, 21).

- Jocs de rol i taula:
  - Kaburi (Passeig de Sant Joan, 11).
  - 4 dados (Carrer de Bailèn, 21).
  - Ingenio (Passeig de Sant Joan, 16).
  - Goblin Trader (Carrer de Girona, 25).
  - Jupiter (Carrer d'Ausiàs Marc, 52).

- Marxandatge: 
  - Otamashi (Passeig de Sant Joan, 5).
  - La Vila del Pingüí (Ronda de Sant Pere, 43).
  - Fantasy (Passeig de Sant Joan, 1).
  - Momo Store BCN (Carrer d'Ausiàs Marc, 56).
  - Madame Chocolat (Ronda de Sant Pere, 68).

- Escape rooms:
  - Claustrophobia (Carrer de Girona, 27).
  - Lostroom (Carrer de Roger de Flor, 89).

- Bars temàtics:
  - Len's Comic Café (Carrer de Bailèn, 47).
  - Glups (clausurat, 2015-2018), Passeig de Sant Joan, 7.
  - Penta Q (Carrer d'en Quintana, 6).
  - Firefly (Carrer Bailèn, 43).

- Videojocs:
  - Play (Carrer de Bailèn, 14).
  - Play 2 Cash (Ronda de Sant Pere, 53)

- Microcinema:
  - Ciclic (Carrer del Rec Comtal, 7)

- Altres:
  - Aula Geek.

## El triangle màgic
Cal no confondre el Triangle Friqui amb el Triangle màgic. Aquest darrer, és una altra zona comercial especialitzada en subcultura situada a les antigues galeries Maldà, al barri Gòtic de Barcelona. Les botigues temàtiques que formen el Triangle màgic ofereixen sovint productes que són similars als que també es poden trobar al Triangle Friqui.